# Квинт Помпоний Руф Марцел
Квинт Помпоний Руф Марцел (на латински: Quintus Pomponius Rufus Marcellus) е сенатор на Римската империя през 2 век.
Произлиза от фамилията Помпонии. През март и април 121 г. той е суфектконсул заедно с Марк Херений Фауст.